# Hirschmannia
Hirschmannia är ett släkte av rundmaskar som beskrevs av Elofson 1941. Enligt Catalogue of Life ingår Hirschmannia i familjen Hoplolaimidae, men enligt Dyntaxa är tillhörigheten istället familjen Loxoconchidae.
Kladogram enligt Catalogue of Life och Dyntaxa:
| Hirschmannia | \| \| Hirschmannia gracilis \| \| \| \| \| \| Hirschmannia oryzae \| \| \| \| \| \| Hirschmannia spinicaudata \| \| \| \| \| \| Hirschmannia viridis \| \| \| \| |
|              | \| \| Hirschmannia gracilis \| \| \| \| \| \| Hirschmannia oryzae \| \| \| \| \| \| Hirschmannia spinicaudata \| \| \| \| \| \| Hirschmannia viridis \| \| \| \| |
|              | Antarctylus |
|              | |
|              | Belonolaimus |
|              | |
|              | Helicotylenchus |
|              | |
|              | Helicotylencjus |
|              | |
|              | Hoplolaimus |
|              | |
|              | Hoplotylus |
|              | |
|              | Pratylenchoides |
|              | |
|              | Pratylenchus |
|              | |
|              | Radopholus |
|              | |
|              | Rotylenchoides |
|              | |
|              | Rotylenchus |
|              | |
|              | Scutellonema |
|              | |
|              | Trichotylenchus |
|              | |
|              | Hirschmannia gracilis |
|              | |
|              | Hirschmannia oryzae |
|              | |
|              | Hirschmannia spinicaudata |
|              | |
|              | Hirschmannia viridis |
|              | |

|  | Hirschmannia gracilis     |
|  |                           |
|  | Hirschmannia oryzae       |
|  |                           |
|  | Hirschmannia spinicaudata |
|  |                           |
|  | Hirschmannia viridis      |
|  |                           |